# Arrest Communal Cemetery
Arrest Communal Cemetery is een begraafplaats gelegen in de plaats Arrest in het Franse departement Somme. De militaire graven worden onderhouden door de Commonwealth War Graves Commission.
De begraafplaats telt 1 geïdentificeerd Gemenebest graf uit de Tweede Wereldoorlog.